# Werden
Werden ist heute ein Stadtteil im Süden der Stadt Essen. Als ehemalige selbständige Abtei-Stadt besitzt Werden bis heute eine historische Altstadt und viele Baudenkmäler. Den Stadtteil prägen lockere Wohnbebauung mit Handel und Gewerbe sowie Gebiete zur Naherholung im Ruhrtal. Historisch befand sich Werden, zusammen mit Kettwig und Mülheim an der Ruhr, an der Nordgrenze des bergischen Landes.

## Geschichte

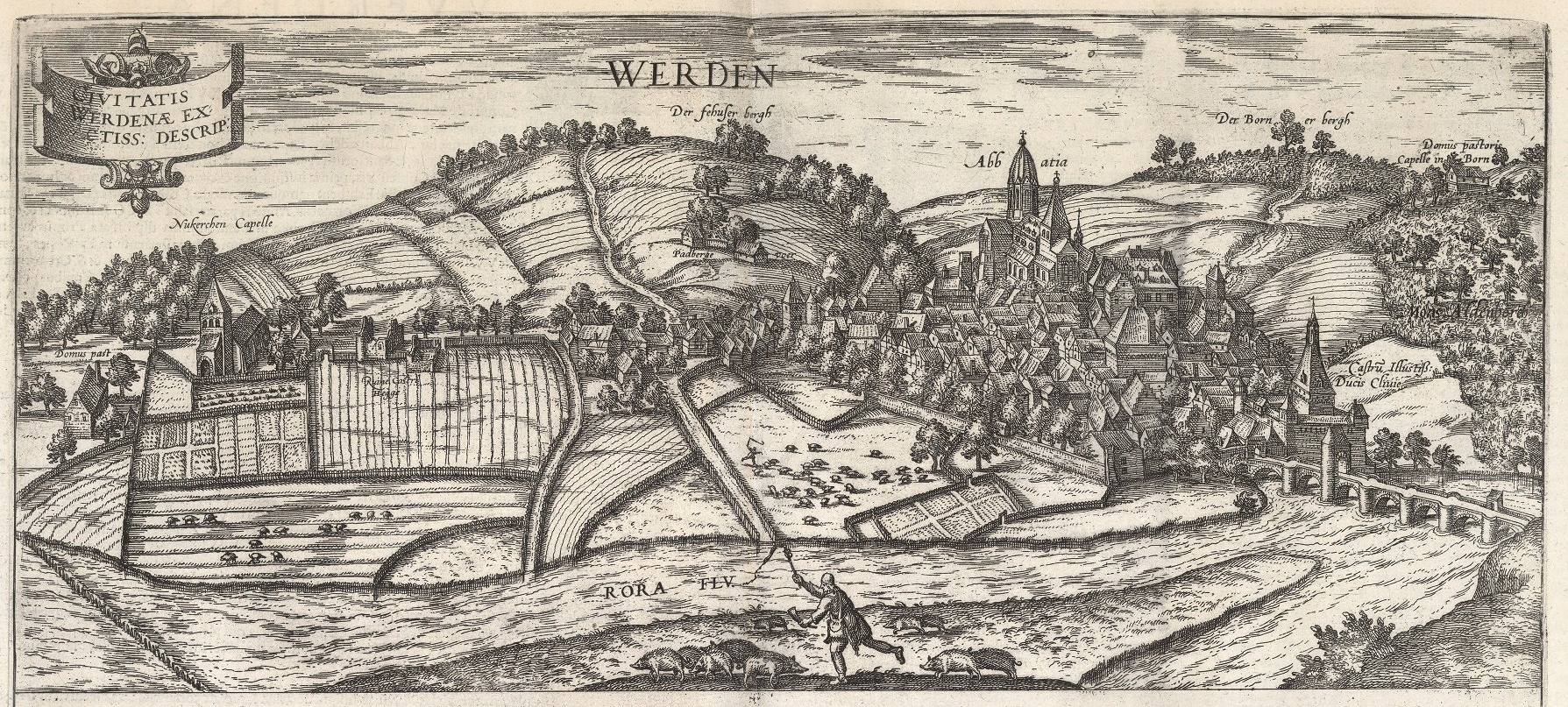
Werden, 1581 (Braun-Hogenberg-Brachel)

### Stift Werden
Die Entstehung Werdens, der Name weist auf Furt oder Fähre hin, geht auf das Wirken des Hl. Liudger zurück, der am Ende des 8. Jahrhunderts (um 799) das Benediktinerkloster Werden gründete. Seitdem siedelten sich Menschen um das Kloster an. Im Jahre 1317 erhielt Werden die Stadtrechte, eigene Mauern und Tore.
In der Kellerei des Stiftes Werden ist im Heberegister Ende des 14. Jahrhunderts von der Flur under der Levendaell die Rede. Nach dieser Flurbezeichnung erhielt schließlich 1934 die alte Bahnhofstraße ihren Namen Im Löwental. Weitere Schreibweisen waren Leyendall, Lyevendaell oder Lewendaill. Ebenfalls ist hier ein Levenkotten und der Familienname Leve bzw. Leven bezeugt.
Im Jahr 1498 brannte fast die gesamte Stadt Werden nieder.
Die Stadtherren waren die Äbte von Werden. Das Kloster hatte ursprünglich eine große Zahl an Besitzungen, zu denen die heutigen Essener Stadtteile Bredeney, Heisingen, Schuir, Kettwig, Fischlaken, Heidhausen, Kupferdreh und Byfang sowie Hetterscheid im heutigen Heiligenhaus, auch als Werdener Land bezeichnet, gehörten. Im Jahre 1803 jedoch war es mit der Herrschaft der Äbte vorbei: Die Abtei wurde wie viele andere Klöster im Zuge des Reichsdeputationshauptschlusses säkularisiert.
Die Gebäude dienten von 1811 bis 1928 zunächst unter französischer, dann unter preußischer Verwaltung als Strafanstalt. Nach 1949 wurde die bereits 1927 gegründete heutige Folkwang Universität der Künste (Kunsthochschule für Musik, Theater, Tanz, Gestaltung und Wissenschaft) darin untergebracht.

### Bürgermeisterei
In den Jahren 1879 bis 1880 entstand das heute Alte Rathaus der damals noch selbständigen Stadt Werden. Es wurde nach Plänen des Kupferdreher Baumeisters Wilhelm Bovensiepen auf dem Grund des ersten Postwärteramts von Werden errichtet. Durch Umbau und Erweiterung der Essener Architekten Grosskopf und Kunz nahm das Rathaus in den Jahren 1912 und 1913 die heutige Form an. Am 13. November 1881 wurde das Kriegerdenkmal auf dem Rathausvorplatz eingeweiht, geschaffen vom Werdener Künstler Wilhelm Albermann. Es erinnerte an die Gefallenen der Kriege von 1864, 1866 und 1870/71 und entwickelte sich zum zentralen Schauplatz patriotischer Festlichkeiten. Nach der Eingemeindung von Werden zur Stadt Essen ist das Alte Rathaus bis heute die Verwaltungsstelle Essen-Werden. Gewohnt hat der Bürgermeister im sogenannten Bürgermeisterhaus in der Heckstraße 105, einer klassizistischen Villa, die 1833 von dem Industriellen F. Vogelsang erbaut und 2004 grundlegend renoviert wurde. Seit 1985 dient das Haus auch als Kulturstätte, beispielsweise für Lesungen und Kammerkonzerte.
Werdener Bürgermeister:
- 1808–1811: Benedict Ludger Hiegemann
- 1811–1819: Alexander Heinrich von dem Bottlenberg gen. von Schirp (sen.)
- 1819–1843: Theodor Märcker
- 1851–1886: Alexander Heinrich von dem Bottlenberg gen. von Schirp (jr.)
- 1886–1895: Ludwig Soldan
- 1896–1904: Johann Emil Trapp
- 1904–1929: Joseph Breuer

Werden bekam Mitte des 19. Jahrhunderts Öllaternen, 1860 dann Gaslaternen, da eine Gasanstalt errichtet wurde. Ebenfalls in dieser Zeit erschien erstmals eine Zeitung, das Werden-Kettwiger Wochenblatt. 1887 wurde die Stadt kanalisiert, wie schon Kettwig zwei Jahre zuvor.

### Ruhraufstand und Ruhrbesetzung
Im Rahmen des Ruhraufstandes entwaffneten Arbeiter am 15. März 1920 Teile der Einwohnerwehr. Das am nächsten Tag von der Wehr zur Unterstützung gerufene Freikorps Schultz schoss vor dem Rathaus in eine friedliche Demonstration. Vier Demonstranten wurden getötet.
Im Jahr 1923 besetzten französische Truppen Werden, und der Krupp-Prozess gegen Gustav Krupp von Bohlen und Halbach wurde hier geführt.

### Seit der Eingemeindung zu Essen
Werden wurde mit mehreren anderen Orten rund um Essen am 1. August 1929 eingemeindet.
In den Jahren 1931 bis 1933 entstand in Werden ein Ruhrstauwehr und mit diesem auch der Baldeneysee, heute ein Naherholungsgebiet. Vor der Aufstauung des Baldeneysees, Ende des 18. und Anfang des 19. Jahrhunderts, diente die alte Schleuse Neukirchen der Ruhrschifffahrt.
In den 1960er Jahren wurde auch die historische Altstadt Werdens von der „Sanierung“ durch die Stadt Essen erfasst. Es wurden aber nur wenige historische Bauwerke zerstört, bevor sich die Einsicht durchsetzte, besser durch Renovierung zu sanieren und nicht durch Abriss.

### Wappen

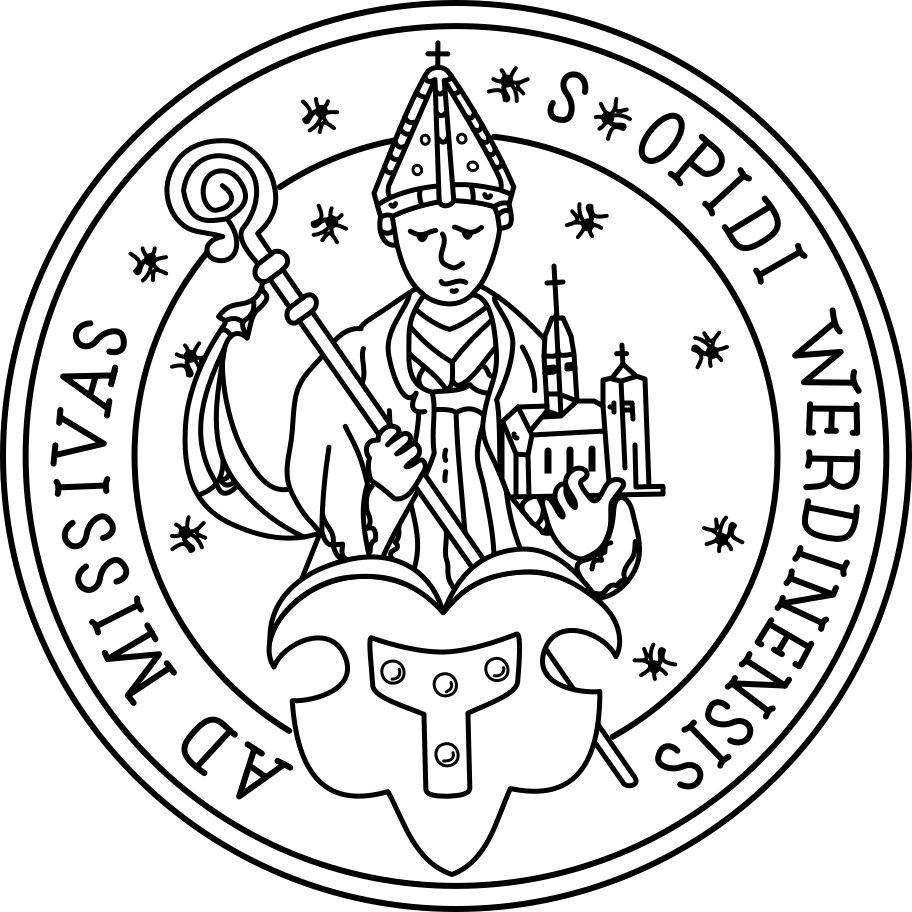
Briefsiegel der Stadt Werden, 17. Jahrhundert (moderne Nachzeichnung)

Blasonierung: Auf rotem Grund ein silbernes (weißes) mit vier roten Kugeln besetztes Pallium.
Auf einem Briefsiegel des 17. Jahrhunderts ist das Wappen belegt: Vor der Figur des heiligen Ludgerus ist ein Wappen mit dem Pallium zu sehen.

Wappen von Werden
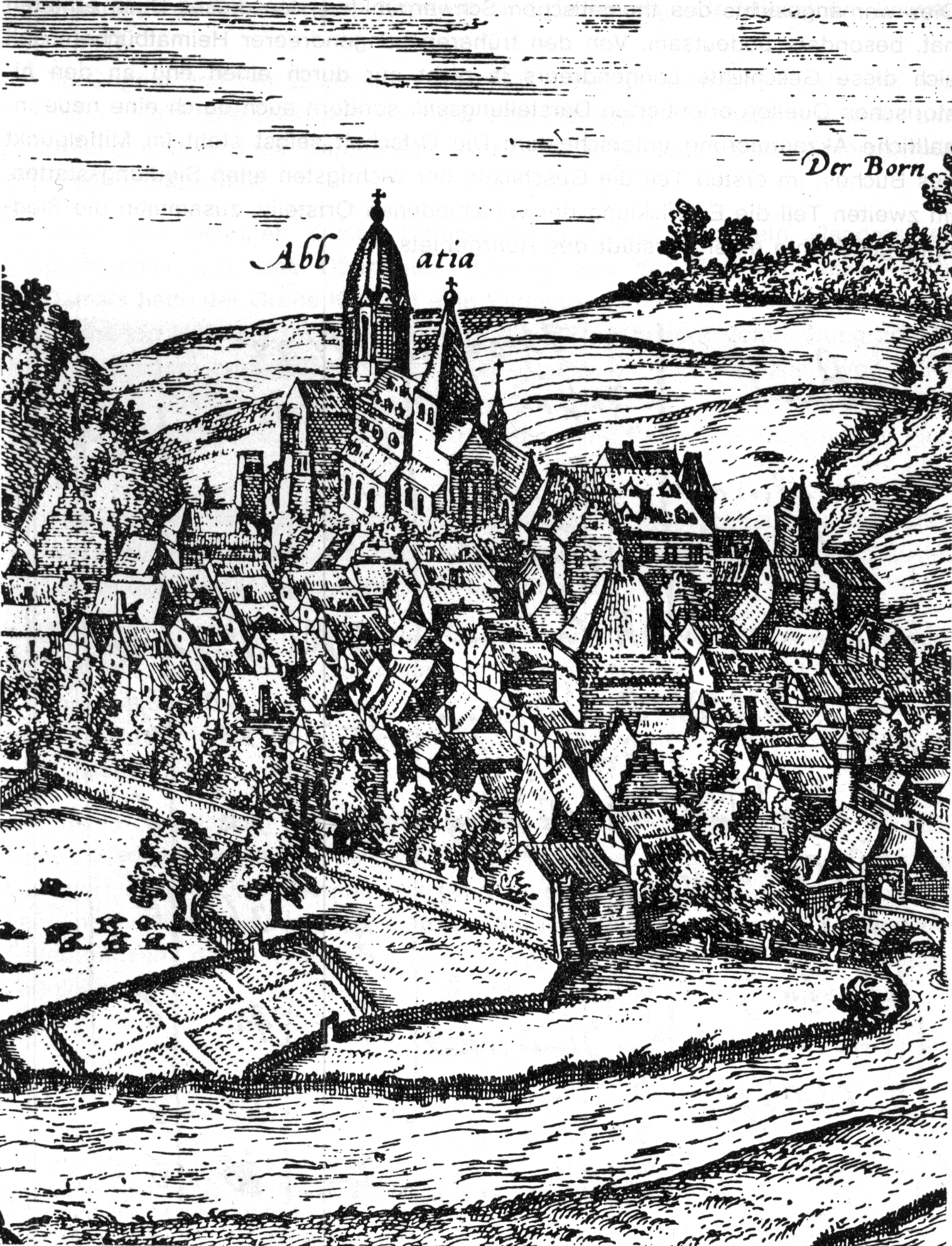
Werden 1581
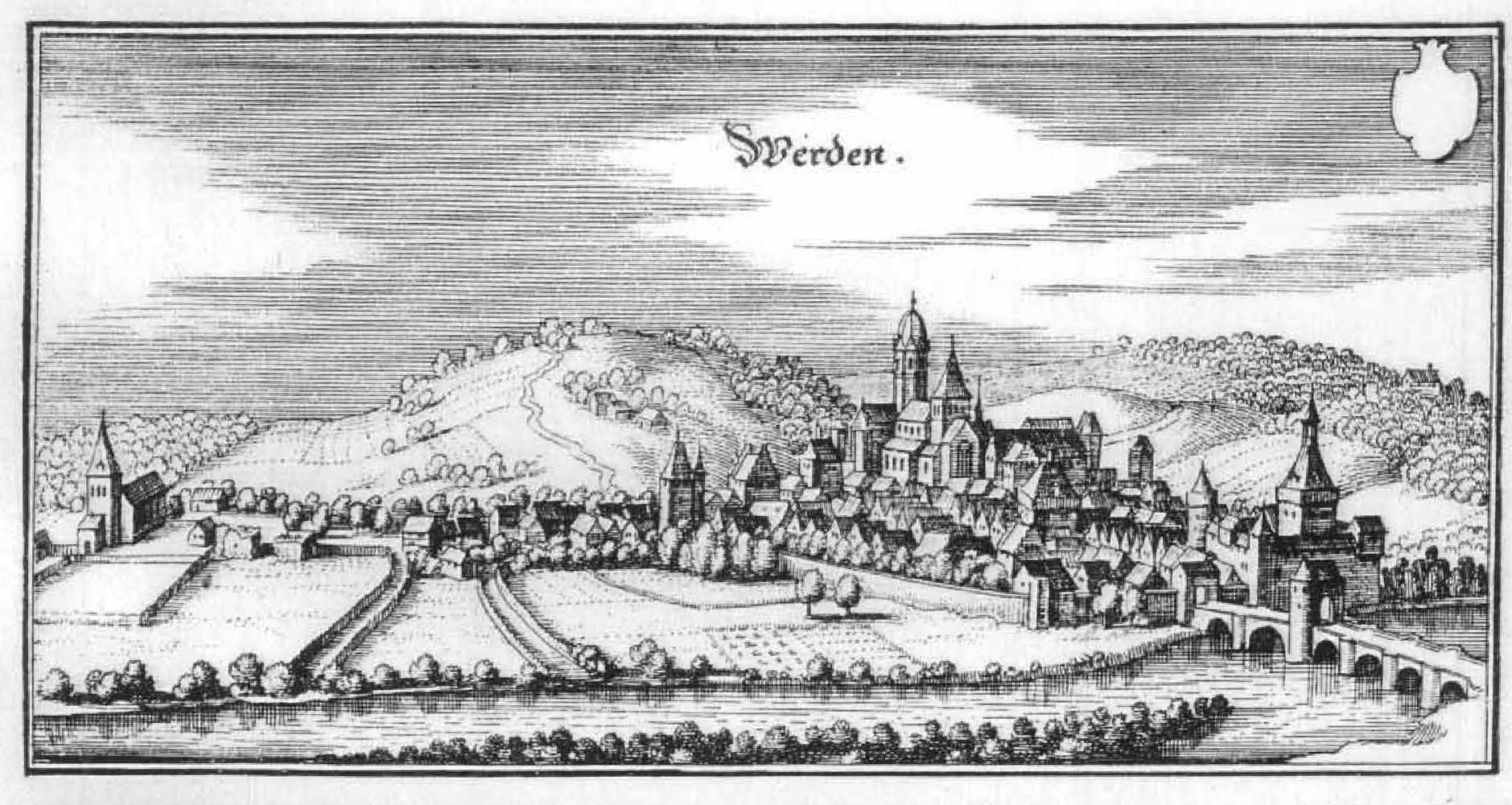
Werden im 17. Jahrhundert
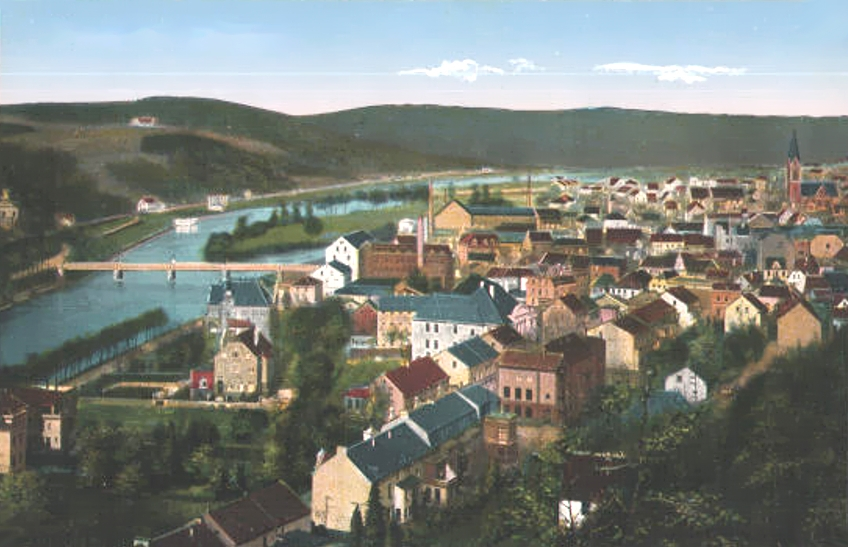
Werden um 1916
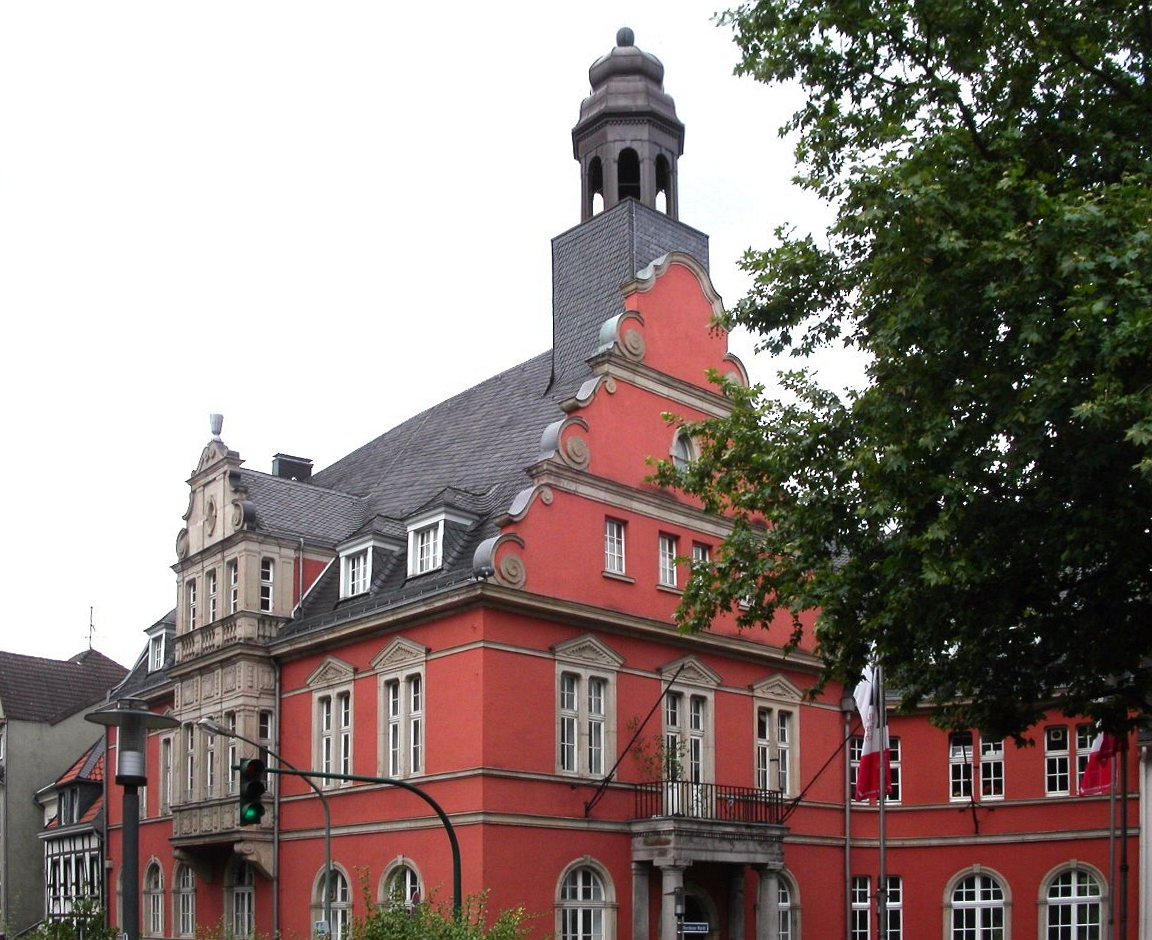
Altes Werdener Rathaus
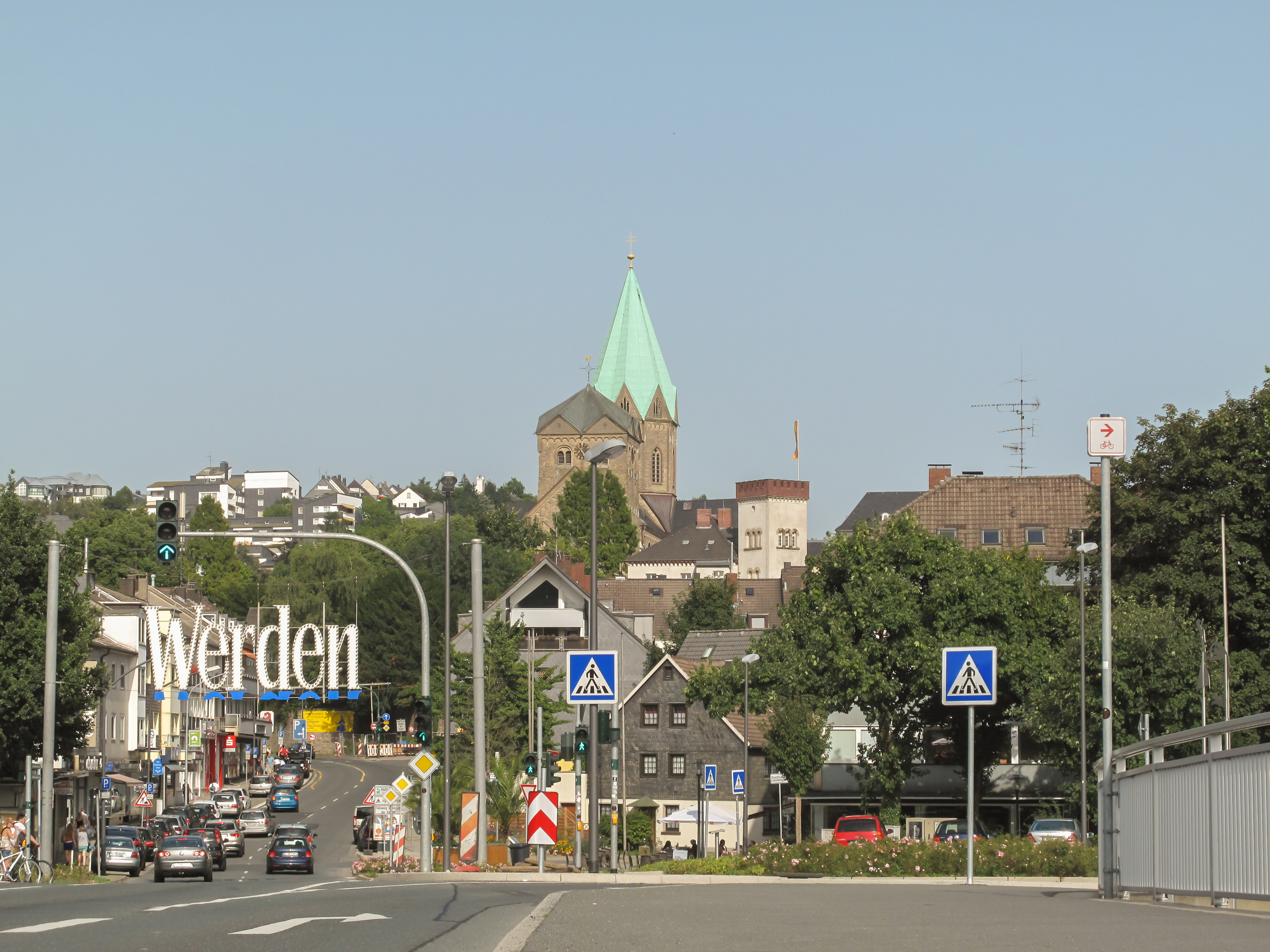
Blick von der Gustav-Heinemann-Brücke
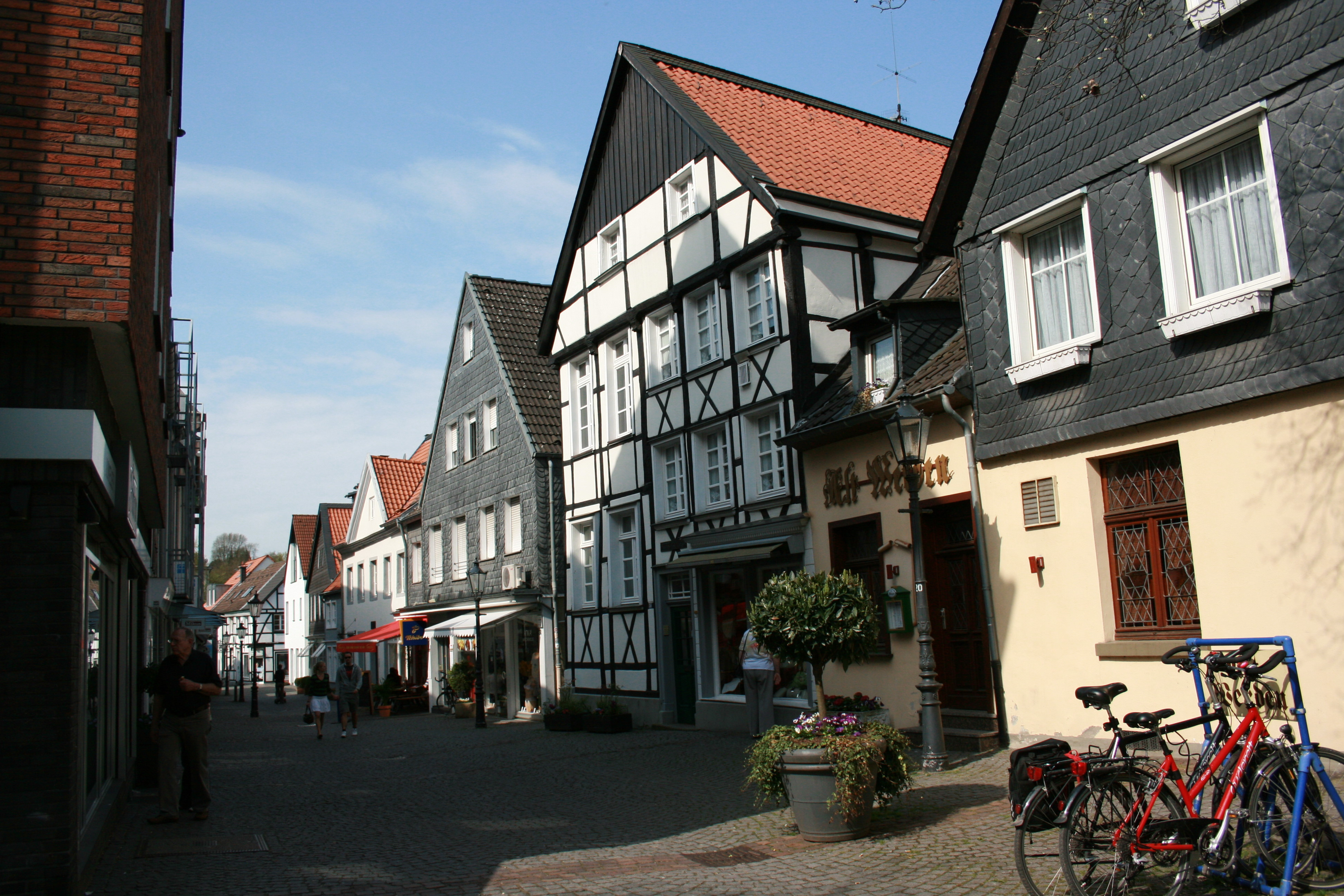
Grafenstraße
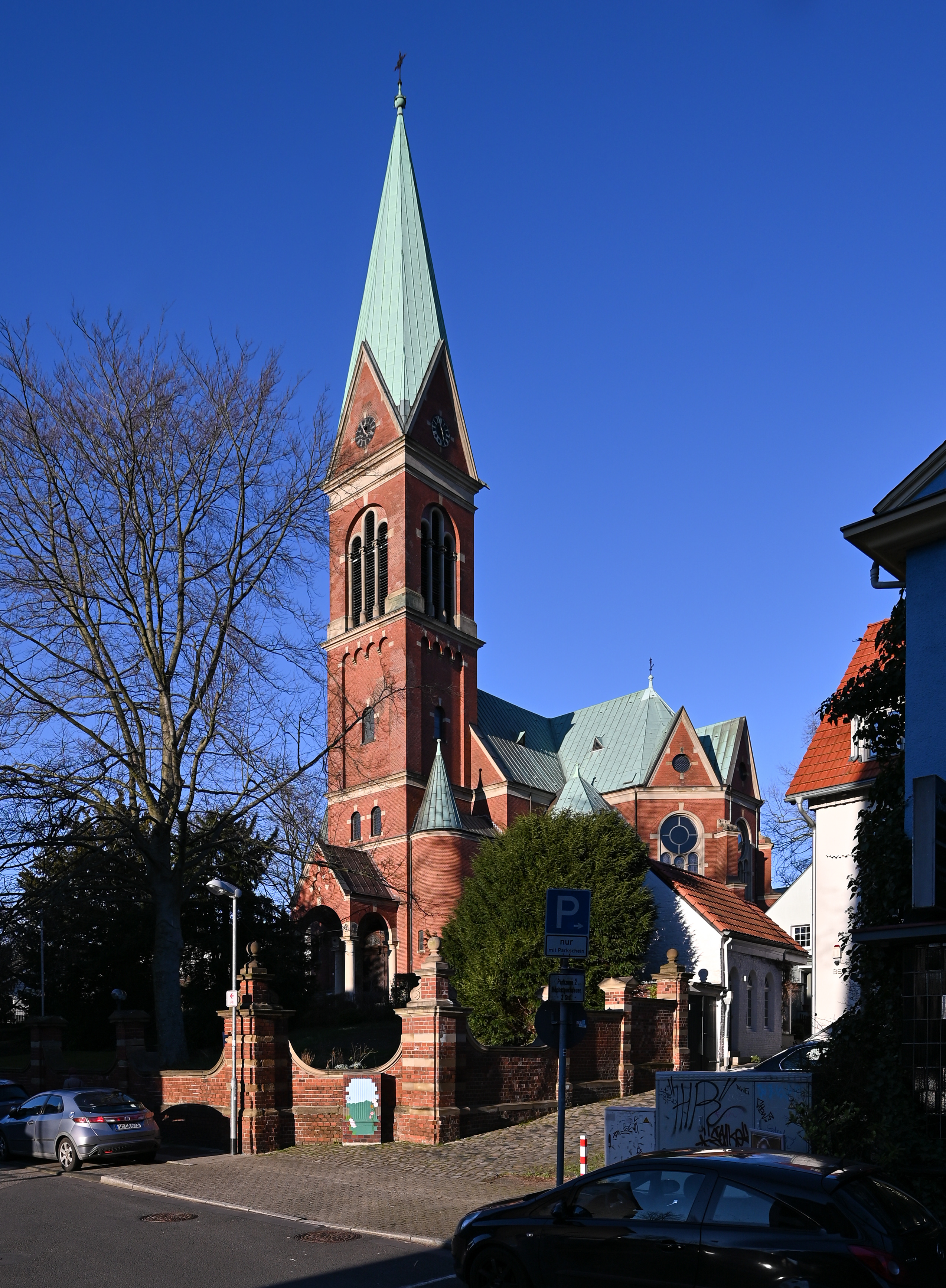
Evangelische Kirche Werden
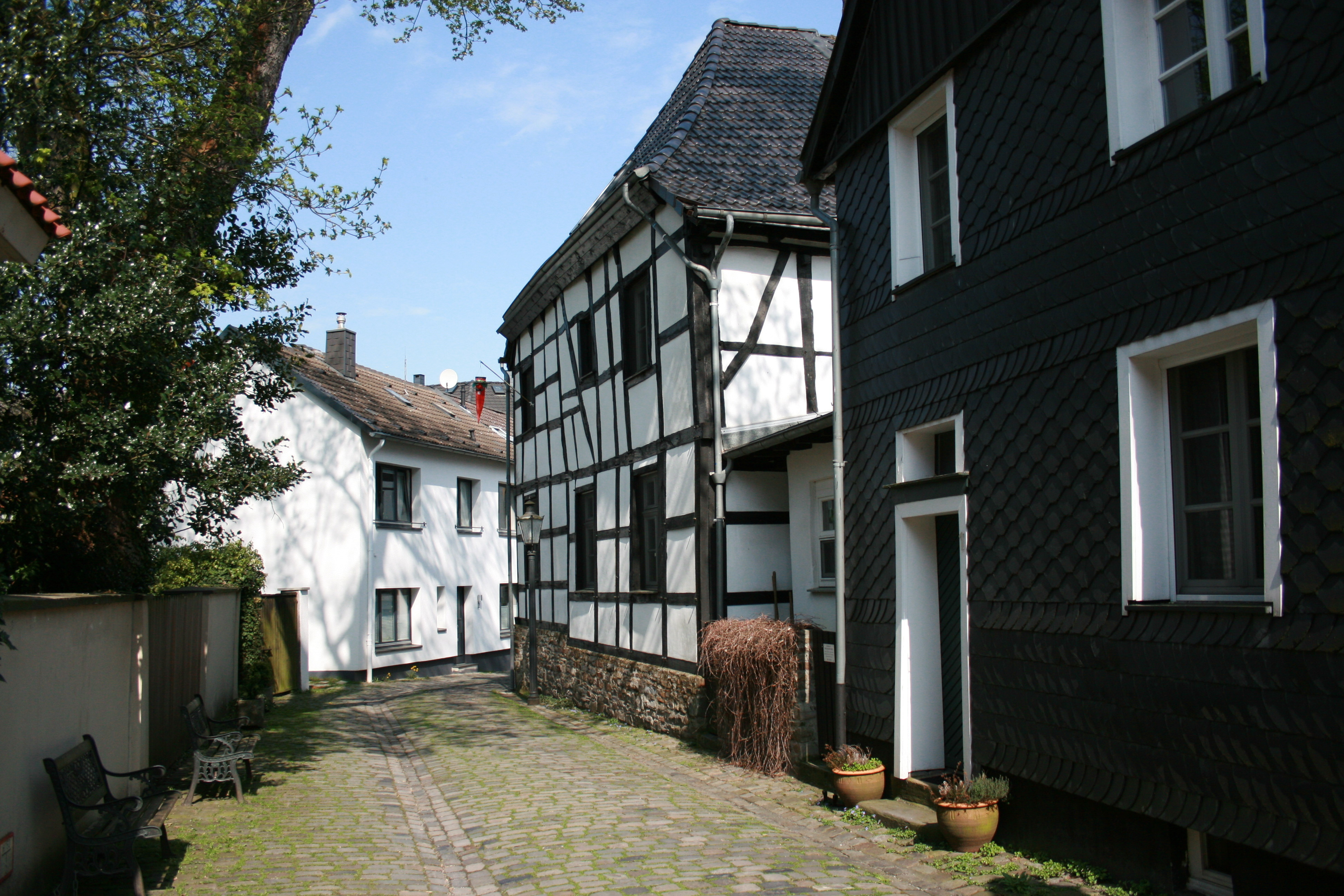
Altstadt-Häuser in der Brandstorstraße

## Bevölkerung
Am 31. März 2025 lebten 9.666 Einwohner im Stadtteil Werden.
Strukturdaten der Bevölkerung in Werden (Stand: 31. März 2025):
- Bevölkerungsanteil der unter 18-Jährigen: 13,3 % (Essener Durchschnitt: 16,9 %)[6]
- Bevölkerungsanteil der mindestens 65-Jährigen: 30,2 % (Essener Durchschnitt: 21,7 %)[7]
- Ausländeranteil: 12,3 % (Essener Durchschnitt: 20,6 %)[8]

## Mundart
Waddisch Platt ist der lokale bergische Dialekt, der in Werden gesprochen wird. Werdener Platt ist eine typische Übergangsmundart, die Ähnlichkeiten zum Kleverländischen und zu den benachbarten südniederfränkischen und westfälischen Dialekten aufweist. Es existiert ein aktiver Heimatverein, der sich für den Erhalt der Mundart einsetzt.

## Kirchen

### Die ehemalige Abteikirche St. Ludgerus

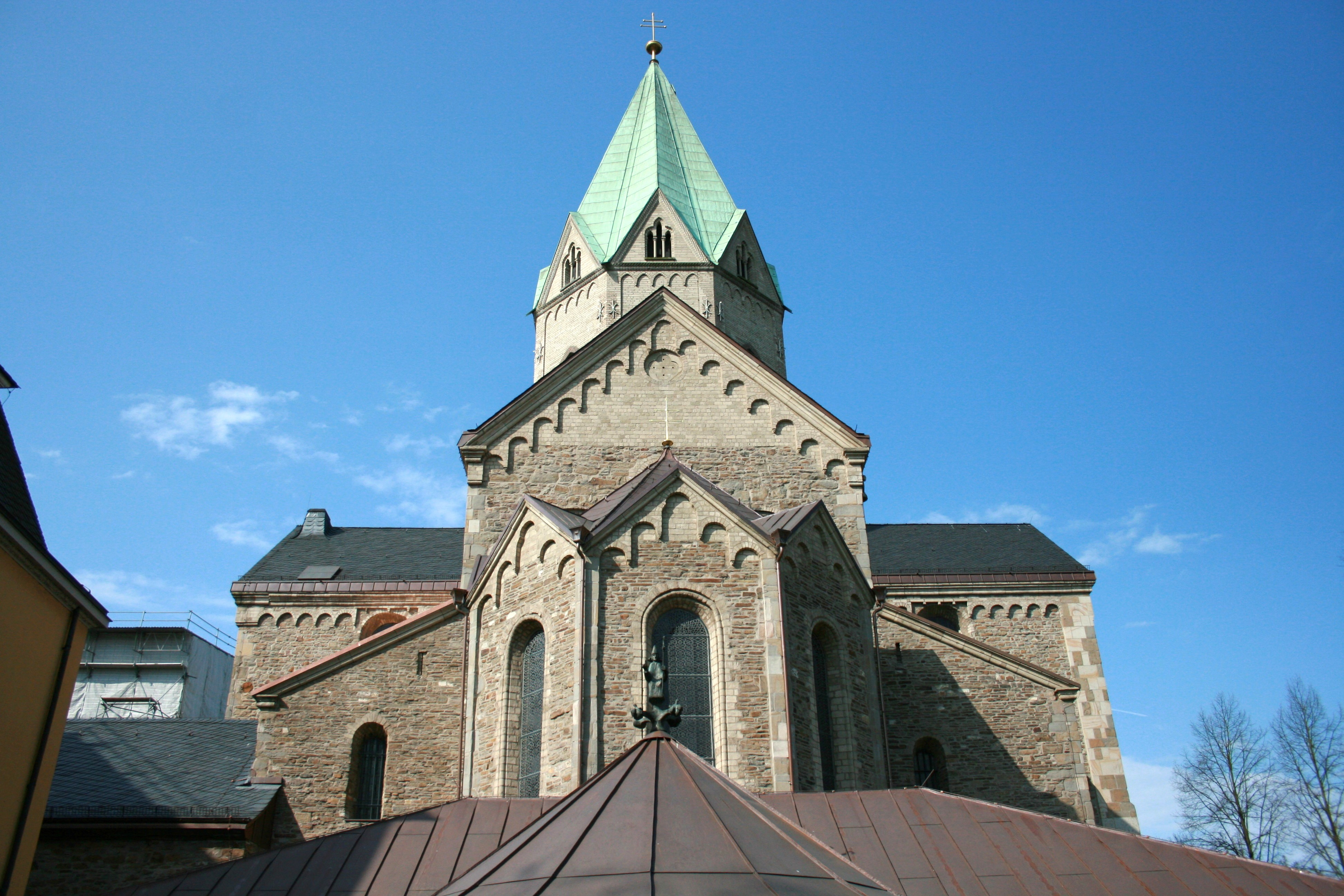
Basilika Sankt Ludgerus

Die ehemalige Abteikirche St. Ludgerus wurde um 799 zusammen mit dem Kloster Werden erbaut. Nach einigen größeren Bränden konnte sie schließlich im Jahre 1275 wieder eingeweiht werden. Sie gilt als eine der schönsten Kirchen des Rheinlandes und als Paradebeispiel des rheinischen Übergangsstils. Sie besitzt einen barocken Hochaltar und Gemälde des Werdener Malers Theodor Mintrop. Der Bau diente nach der Säkularisation als Pfarrkirche. Am 6. Juli 1993 erhob Papst Johannes Paul II. die Kirche mit dem Apostolische Schreiben Merito quidem zur Basilica minor. In der Krypta liegen die Gebeine des Hl. Liudger, Begründer des Klosters Werden und des Bistums Münster, begraben. In der angeschlossenen Schatzkammer befindet sich mit dem Helmstedter Kreuz ein bedeutendes Kunstwerk des Übergangs von der ottonischen zur romanischen Plastik sowie mit dem Liudgerus-Schrein einer der wenigen barocken Reliquienschreine.

### Die St.-Lucius-Kirche
Die St.-Lucius-Kirche geht auf eine Gründung im 10. Jahrhundert zurück: Baubeginn war demnach 995 unter Abt Werinbert. Nach der Säkularisation 1803 wurde die Kirche 150 Jahre als Stall genutzt, anschließend diente sie als Wohnraum für Flüchtlinge. Im Jahr 1965 wurde sie rekonstruiert und wieder geweiht.

### Die Evangelische Kirche Essen-Werden
Die Evangelische Kirche Essen-Werden wurde am 24. Juni 1900 geweiht. Sie besitzt wertvolle Jugendstil-Malereien, die vor einiger Zeit wieder freigelegt wurden. Gestiftet wurde sie unter anderem von der Familie Krupp sowie von der in Werden ansässigen Familie Huffmann.

## Bildung

### Städtische Grundschulen
Die Heckerschule ist nach dem in Werden geborenen Theologen und Begründer der praxisorientierten Realschule Johann Julius Hecker benannt.
Die nach dem heiligen Liudger benannte Ludgerus-Grundschule bietet Ganztagsbetreuung für etwa 100 Schülerinnen und Schüler an.

### Gymnasien
Das Gymnasium Essen-Werden ist ein städtisches Gymnasium, dessen Ursprünge in der Lateinschule des Klosters Werden (um 800) liegen. Bekannt ist es für seine Musik- und Tanzabteilungen. Im Jahr 2006 feierte die Schule das hundertjährige Bestehen als städtisches Gymnasium in einer Festwoche.
Das Mariengymnasium war bis zum Schuljahr 2009/2010 ein reines Mädchengymnasium des Bistums Essen. Gegründet im Jahr 1858 von den Töchtern des heiligen Kreuzes, war es für die Töchter der oberen Schicht bestimmt. Heute steht es Mädchen aus allen Schichten offen, und seit dem Schuljahr 2010/2011 werden in getrennten Klassen auch Jungen aufgenommen. Das Gebäude an der Dudenstraße 14 wurde 1912 erbaut, der Neubau an der Brückstraße im Februar 2007 bezogen.

### Folkwang-Hochschule
Die Folkwang-Hochschule für Musik, Theater und Tanz hat ihren Hauptsitz in den früheren Abteigebäuden Werdens. Studierende und Lehrende aus aller Welt machen die Kunsthochschule zu einem inspirierenden Ort, an dem der Folkwang-Gedanke – die Einheit der Künste – seit 1927 lebendig ist. Außerdem ist ein Teil in der Weißen Mühle an der Schleuse Neukirchen untergebracht.

## Verkehr

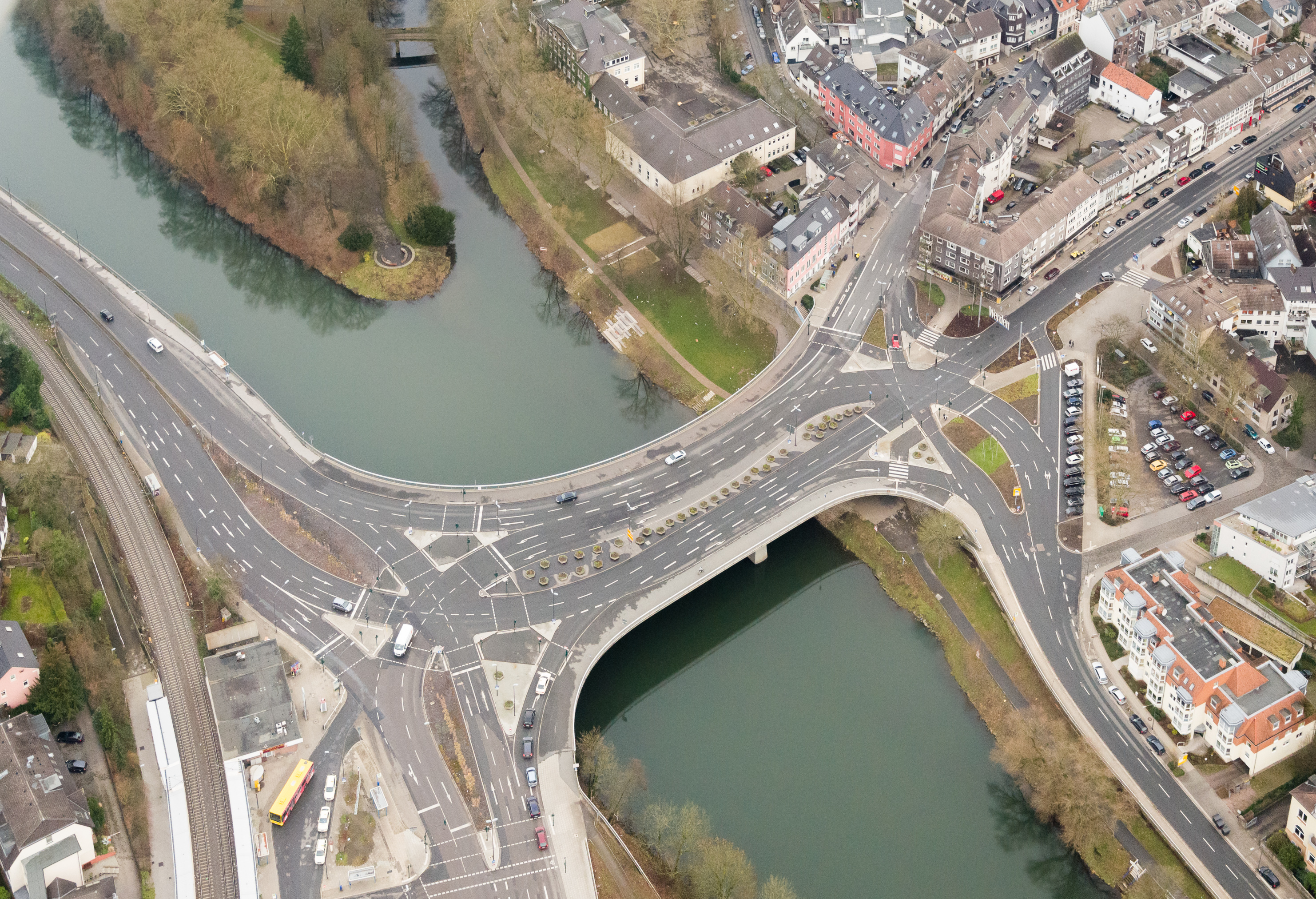
Verkehrsknotenpunkt in Werden: Die Gustav-Heinemann-Brücke der B224 über die Ruhr

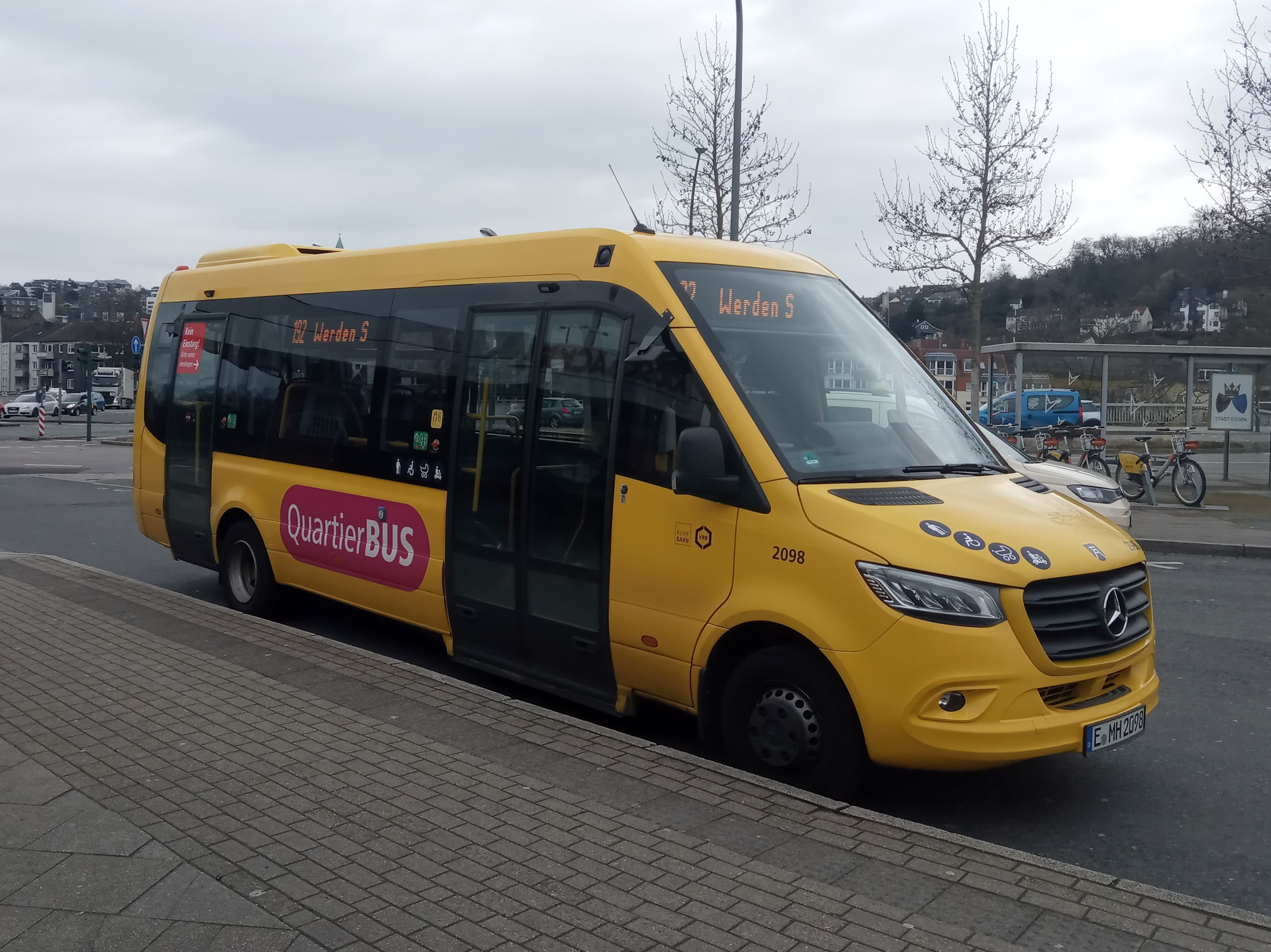
Quartierbus im Bahnhof Essen-Werden.

Die Bundesstraße 224 führt mitten durch das Zentrum des Stadtteils. In Richtung Bredeney und Zentrum Essens schließt sie an die A 52 Richtung Dreieck Essen-Ost mit Übergang in die A 40 Richtung Bochum und Dortmund an.
In Richtung Velbert führt die B 224 direkt zum Autobahndreieck Velbert-Nord mit der A 44 in Richtung Heiligenhaus (und langfristig auch weiter in Richtung Landeshauptstadt Düsseldorf, deren Flughafen sowie Krefeld und Mönchengladbach) und der A 535 in Richtung Wuppertal. Die A 52 in Richtung Düsseldorf erreicht man auf dem kürzesten Weg über den Schuirweg, der Essen-Werden direkt mit der in Schuir befindlichen Anschlussstelle Essen-Kettwig verbindet. Da der Schuirweg für Fahrzeuge über 3,5 t gesperrt ist, erreichen diese Essen-Werden über die Anschlussstelle Essen-Haarzopf, von welcher aus die Hatzper Straße direkt zur B 224 in Bredeney führt.
Am Bahnhof Essen-Werden, westlich der Ruhr, hält die Linie S 6.
Die Buslinien 169, 180 und 190 der Ruhrbahn verbinden Essen-Werden mit Essen-Bredeney, Essen-Kettwig, Essen-Burgaltendorf (über Essen-Kupferdreh), Velbert und Heiligenhaus. Der Schnellbus SB19 der Busverkehr Rheinland ist zwischen Werden (Haltestellen Werdener Markt und Am Schwarzen) und Essen Hbf sowie Velbert Zentraler Omnibusbahnhof unterwegs. Im Nachtverkehr fährt der NE8 zwischen Essen und Velbert über Werden.
Eine Wandermöglichkeit bietet der Kettwiger Panoramasteig.
| Linie   | Verlauf | Takt (Mo–Fr)                                                                      | Betreiber                   |
| ------- | --- | --------------------------------------------------------------------------------- | --------------------------- |
| SB19    | Essen Hbf – Werdener Markt – Essen-Heidhausen – Velbert-Losenburg Kettwiger Str. – Velbert ZOB – Am Berg – Heiligenhaus Rathaus Fahrten, die am ZOB Velbert enden, werden als Linie SB66 bis Wuppertal Hbf durchgebunden.           | 30 min (Essen–Velbert) 60 min (Velbert–Heiligenhaus)                              | DB Rheinlandbus / Rheinbahn |
| 169     | Essen-Margarethenhöhe – Friedhof Bredeney – Bredeney – Werden – Werdener Markt – Heidhausen – Essen, Grenze Heidhausen – Velbert-Losenburg Kettwiger Str. – Velbert Unterstadt – Velbert ZOB                                        | 20 min (M’höhe–Bredeney) 10 min (Bredeney–Heidhausen) 20 min (Heidhausen–Velbert) | Ruhrbahn / Rheinbahn        |
| 180     | Kettwiger Markt – Kettwig – Schuirweg – Werden – Werdener Markt – Heidhausen Am Schwarzen – Hespertal – Dilldorf – Kupferdreh – Burgaltendorf Burgruine Verkehrt ab teilweise weiter Burgaltendorf als Linie 159 zur Schwimmbrücke. | 30 min                                                                            | Ruhrbahn                    |
| 182 192 | Quartierbus Werden (Ringlinie): Werden – Werdener Markt – Fischlaken – Am Schwarzen – Heidhauser Platz – Jugendherberge – Werden Verkehrt mit Kleinbussen; Linie 182 im Uhrzeigersinn, die Linie 192 gegen den Uhrzeigersinn        | 20 min                                                                            | Ruhrbahn                    |
| 190     | Quartierbus Werden: Werden – Werden Brücke – Papiermühle – Heidhausen, Ruhrlandklinik – Heidhauser Platz Linie verkehrt mit Kleinbussen                                                                                             | 60 min                                                                            | Ruhrbahn                    |
| NE8     | Essen Hbf – Philharmonie – Rüttenscheider Stern – Rüttenscheid Martinstraße – Florastraße – Bredeney – Werden – Werdener Markt – Essen-Heidhausen – Velbert-Losenburg Klinikum Niederberg – Birth – Am Berg – Velbert ZOB           | 60 min                                                                            | Ruhrbahn / Rheinbahn        |

## Persönlichkeiten
- Konrad Gruter (* um 1370 in Werden), Kleriker
- Johannes Cincinnius (* um 1485 in Lippstadt, † 1555 in Essen-Werden), Weltkleriker im Dienste der Abtei Werden, Humanist
- Heinrich Dücker (* 1597 in Werden; † 1667 in Werden), Benediktiner
- Johann Julius Hecker (* 1707 in Werden; † 1768 in Berlin), Gründer der praxisorientierten Realschule
- Andreas Petrus Hecker (* 1709 in Werden; † 1771 in Stargard/Pommern), Theologe, Pietist, Lehrer und Reformpädagoge
- Johann Adolf Engels (* 1767 in Kettwig; † 1828 in Werden), Papierfabrikant
- Hermann Joseph Müller (* 1803 in Werden; † 1876 in Aschaffenburg), Beamter, Jurist und Journalist, Mitglied der Frankfurter Nationalversammlung
- Friedrich Bloemer (* 1807 in Werden; † 1872 in Schönthal bei Aachen), Jurist, Politiker, Mitglied des Preußischen Herrenhauses
- Theodor Mintrop (* 1814 in Werden; † 1870 in Düsseldorf), Maler der Romantik und der Düsseldorfer Malerschule
- Paschalis Gratze (* 1819 in Werden; † 1896 in Dingelstädt), Orgelbauer und Kirchenbaumeister
- Heinrich Vogelsang (* 1838 in Werden; † 1919 in Recklinghausen), Fabrikant
- Wilhelm Effmann (* 1847 in Werden; † 1917 in Bonn), Architekt und Bauhistoriker
- Adolf Hopmann (* 1856 in Bonn; † 1909 in Köln-Braunsfeld), Mitinhaber der Tuchfabrik Wiese, Beigeordneter der Stadt Werden
- Ludwig Traeger (* 1856/1858 in Werden; † 1927 in Frankfurt am Main), Rechtswissenschaftler und Hochschullehrer
- Paul Bruns-Molar (* 1867 in Werden; † 1934 in Berlin), Gesangspädagoge
- Heinrich Füth (* 1868 in Werden; † 1951 in Köln), Mediziner und Gynäkologe
- Ernst Simon (* 1872 in Werden; † 1945 in Los Angeles), Unternehmer und Ingenieur
- Richard Anger (* 1873 in Werden; † 1938 in Berlin-Zehlendorf), deutscher Ingenieur und Hochschullehrer
- Ludger Mintrop (* 1880 in Werden; † 1956 in Essen), Geophysiker
- Walter Forstmann (* 1883 in Werden; † 1973 in Essen-Bredeney), U-Bootkommandant im Ersten Weltkrieg
- Robert Feulgen (* 1884 in Werden; † 1955 in Gießen), Mediziner und Universitätsprofessor
- Ludger Bernhard (* 1912 in Werden; † 2010 in Maria Laach), Benediktiner
- Gerhard Fittkau (* 1912 in Tollnigk; † 2004 in Essen-Werden), Theologe, Pfarrer an der Kirche St. Ludgerus
- Norbert Voß (* 1913 in Werden; † 1993 in Düsseldorf), Schriftsteller und Kulturamtsleiter in Düsseldorf
- Günther Grotkamp (* 1927 in Werden; † 2023 in Essen), Verlagsmanager
- Willi Dreesen (* 1928 in Werden; † 2013 in Brig-Glis, Schweiz), Maler, Zeichner, Illustrator, Fotograf
- Richard Schulte Staade (* 1932 in Werden; † 2020 in Kevelaer), römisch-katholischer Priester, Theologe, Pastor der Marienbasilika in Kevelaer und Wallfahrtsdirektor
- Werner Ballhausen (* 1947 in Werden), Verwaltungsjurist, 1994 bis 2002 Bevollmächtigter des Landes Sachsen-Anhalt beim Bund
- Ludger Claßen (* 1953 in Werden; † 2023 in Essen), Verleger und Autor